# Гари Купер
Френк Џејмс Купер (енгл. Frank James Cooper; Хелена, 7. мај 1901 — Лос Анђелес, 13. мај 1961) био је амерички глумац. Каријера му је трајала od 1924. до 1961. године. У том је раздобљу снимио сто филмова. Био је познат по свом тихом, ненаметљивом глумачком стилу који је посебно одговарао вестернима у којима је наступао.
Купер је пет пута био номинован за Оскара за најбољег глумца, а освојио је два (1941, 1952). Године 1961. године му је додељена почасна награда. Године 1999, нашао се на 11. месту списка 25 највећих мушких филмских звезда Америчког филмског института.

## Биографија

### Детињство и школовање
Купер је рођен као Френк Џејмс Купер у Хелени, Монтана, као син бившег енглеског фармера и каснијег адвоката и судије, Чарлса Хенрија Купера и Алис Купер, рођене у Кенту, у Енглеској. Мајка се надала да ће два сина стећи боље образовање од оног које је било доступно у Монтани, те је средила да двојица дечака од 1910. до 1913. године похађају Данстабл школу у Енглеској. По избијању Првог светског рата, госпођа Купер је вратила синове кући и уписала младог Франка у средњу школу у Боземану у Монтани.
Кад му је било 13 година, Купер је у саобраћајној несрећи озледио кук. Вратио се на ранч код родитеља покрај Хелене како би се опоравио јашући коње, по препоруци лекара. Почео је похађа колеџ у Хелени, а затим се преместио на Гринел колеџ и Ајови, где се неуспешно окушао у драмској секцији. Похађао је колеџ до пролећа 1924. године, али није дипломирао. Вратио се у Хелену, водећи ранч и цртајући илустрације за локалне новине. Куперов отац је исте године напустио Врховни суд у Монтани и са супругом се преселио у Лос Анђелес. Син им се придружио будући да се није могао издржавати као илустратор у Хелени, објаснивши то речима да ће „радије умрети од глади тамо где је топло, него тамо где ће умрети од глади и смрзнути се”.

### Холивуд
Како у Лос Анђелесу није успео као продавац електричних знакова и позоришних застора, као промотор за локалног фотографа и кандидат за рад у новинама, 190 cm високи Купер схватио је како ће лакше зарадити новац као „статиста” у филмској индустрији, обично као каубој; познато је да је наступио непотписан у вестерну Тома Микса из 1925. године, Дик Турпин. Годину дана након тога, наступио је у кратком филму Lightnin' Wins, са глумицом Ајлин Сеџвик. Након објављивања овог филма, прихватио је дугорочни уговор с Парамонтом. Године 1925, променио је име у Гарy, на савет аудицијског режисера Нана Колинса.
„Куп”, како су га звале колеге, након тога је наступио у више одо 100 филмова. Године 1929, са филмом Вирџинијанац постао је велика звезда. Главна улога у екранизацији Збогом оружје (1932) и насловна улога у Господин Дидс иде у град из 1936. године само су потврдили тај статус. Купер је био први избор продуцента Дејвида О. Селзника за улогу Рета Батлера за филм Прохујало са вихором. Након што је Купер одбио улогу, потценио је филм речима „Прохујало са вихором ће бити највећи промашај у холивудској историји. Драго ми је да ће Кларк Гејбл бити тај који ће пасти на нос, а не ја.” Алфред Хичкок хтео је да наступи у Страном дописнику (1940) и Саботеру (1942). Купер је касније признао како је направио „грешку” одбивши режисера. За потоњи филм, Хичкок је узео Џоела Макрија, који је изгледом био сличан Куперу.
Године 1942, освојио је свог првог Оскара за најбољег глумца, за портрет насловног јунака у Нареднику Јорку. Алвин Јорк је одбио да ауторизује филм ако га не утелотвори Купер. Године 1953, освојио је другог Оскара, овај пут за улогу шерифа Вила Кејна у вестерну Тачно у подне. Боловао је од чира па се није појавио на додели у фебруару 1953. године. Замолио је Џона Вејна да прими награду у његово име, што је помало иронично, јер је Вејн изјавио да му се не свиђа филм.
Купер је наставио да се појављује у филмовима готово до краја каријере. Једна од најуспешнијих улога била је она фармера квекера током Грађанског рата у филму Вилијама Вајлера, Пријатељско уверавање из 1956. године. Његов последњи филм био је британски филм, Гола ивица (1961), режисера Мајкла Андерсона.

### Болест и смрт
Купер је умро 1961. године од рака простате, шест дана после 60. рођендана. Подвргнуо се операцији рака простате који се проширио на дебело црево, али тада није било уређаја за праћење напретка рака који се проширио на плућа, а на крају и на кости. Купер је био превише болестан да би се појавио на додели Оскара у априлу 1961. године, па је почасног Оскара у његово име преузео пријатељ Џејмс Стјуарт. Стјуартов емоционални говор наговестио је како се ради о нечем озбиљном, а сутрадан су новине широм света објавиле „Гари Купер има рак”. Месец дана након тога Купер је умро.
Гари Купер је изворно сахрањен на Католичком гробљу светога крста у Калвер Ситију, у Калифорнији. У мају 1974. године његови посмртни остаци премештени су на гробље Светог срца у Саутхемптону, у Њујорку, на Лонг Ајленду, када се његова удовица Вероника поновно удала и преселила у Њујорк. Вероника „Роки” Копер-Конверсе умрла је 2000. године и сахрањена је покрај Купера на гробљу Светог срца.

## Приватни живот
15. новембра 1933. године венчао се са Вероником Балф (1913—2000). Балф је била њујоршка аристократкиња католикиња која је имала кратку глумачку каријеру под именом Сандра Шо. Најпознатија улога била јој је она из филма Кинг Конг (1933), жене коју Конг баца. Добили су једно дете, Марију. Супруга је наговорила Купера да се преобрати на католицизам, што је он 1958. године и учинио. Након што се оженио, али прије преобраћења, имао је везе с многим славним глумицама, укључујући Марлен Дитрих, Грејс Кели и Патришу О'Нил. Између 1951. и 1954. године био је растављен од жене.
Купер је у октобру 1947. године сведочио пред Одбором за противамеричке активности. Није одао ничије име, али је сматран пријатељским свједоком. Иако је Купер био конзервативац, његови неодређени, двосмислени одговори појачали су сумње о његовој умешаности у процесе.
Био је пријатељ с Ернестом Хемингвејом, којега је посјећивао у пишчевој кући покрај зимовалишта Сан Вали, у Ајдаху, где су заједно ишли у лов.

## Филмографија
| Улоге Гарија Купера |                        |               |            |          |
| Година              | Српски назив           | Изворни назив | Улога      | Напомена |
| 1961.               |                        |               |            |          |
| 1959.               | Дрво за вјешање        |               |            |          |
| 1959.               |                        |               |            |          |
| 1959.               |                        |               |            |          |
| 1958.               | Човјек са запада       |               |            |          |
| 1958.               |                        |               |            |          |
| 1957.               | Љубав послијеподне     |               |            |          |
| 1956.               | Пријатељско увјеравање |               |            |          |
| 1955.               |                        |               |            |          |
| 1954.               | Врт зла                |               |            |          |
| 1954.               |                        |               |            |          |
| 1953.               |                        |               |            |          |
| 1953.               | Повратак у рај         |               |            |          |
| 1952.               | Тачно у подне          |               | Вил Кејн   |          |
| 1952.               |                        |               |            |          |
| 1951.               |                        |               |            |          |
| 1951.               |                        |               |            |          |
| 1951.               |                        |               |            |          |
| 1950.               |                        |               |            |          |
| 1950.               | Далас                  |               |            |          |
| 1949.               |                        |               |            |          |
| 1949.               |                        |               |            |          |
| 1949.               |                        |               |            |          |
| 1948.               | Добри Сам              |               |            |          |
| 1947.               | Неосвојен              |               |            |          |
| 1947.               |                        |               |            |          |
| 1946.               |                        |               |            |          |
| 1945.               |                        |               |            |          |
| 1945.               |                        |               |            |          |
| 1944.               |                        |               |            |          |
| 1944.               |                        |               |            |          |
| 1943.               | За ким звоно звони     |               |            |          |
| 1942.               |                        |               |            |          |
| 1941.               |                        |               |            |          |
| 1941.               |                        |               |            |          |
| 1941.               |                        |               |            |          |
| 1940.               |                        |               |            |          |
| 1940.               |                        |               |            |          |
| 1939.               |                        |               |            |          |
| 1939.               |                        |               |            |          |
| 1938.               |                        |               |            |          |
| 1938.               |                        |               |            |          |
| 1938.               |                        |               |            |          |
| 1938.               |                        |               |            |          |
| 1937.               |                        |               |            |          |
| 1937.               |                        |               |            |          |
| 1936.               |                        |               |            |          |
| 1936.               |                        |               |            |          |
| 1936.               |                        |               |            |          |
| 1935.               |                        |               |            |          |
| 1935.               |                        |               |            |          |
| 1935.               |                        |               |            |          |
| 1934.               |                        |               |            |          |
| 1934.               |                        |               |            |          |
| 1933.               |                        |               |            |          |
| 1933.               |                        |               |            |          |
| 1933.               |                        |               |            |          |
| 1932.               |                        |               |            |          |
| 1932.               |                        |               |            |          |
| 1932.               |                        |               |            |          |
| 1931.               |                        |               |            |          |
| 1931.               |                        |               |            |          |
| 1931.               |                        |               |            |          |
| 1931.               |                        |               |            |          |
| 1930.               | Мароко                 |               |            |          |
| 1930.               |                        |               |            |          |
| 1930.               |                        |               |            |          |
| 1929.               |                        |               |            |          |
| 1928.               |                        |               |            |          |
| 1927.               |                        |               |            |          |
| 1927.               | Крила                  |               | кадет Вајт |          |